# ألبرت ميكلسون
ولد البرت ابراهام مايكلسون في 19 ديسمبر 1852 بمدينة سترنلو ببولندا (بروسي المولد) - وتوفي في 9 مايو 1931 بمدينة باسادينا ، كاليفورنيا. وهو فيزيائي أمريكي شهير، عمل على قياس سرعة الضوء. كما اشتهر من خلال تجربة ميكلسون ومورلي للبحث عن الأثير، ولما لم يجدوه أحدث ذلك ضجة علمية كبيرة أدت إلى تطور النظرية النسبية لأينشتاين. في عام 1907 حصل على جائزة نوبل للفيزياء، وهو أول أمريكي يحصل على جائزة نوبل في العلوم.

## وصلات خارجية
- ألبرت ميكلسون على موقع الموسوعة البريطانية (الإنجليزية)
- ألبرت ميكلسون على موقع إن إن دي بي (الإنجليزية)
- حياة ميكلسون وأعماله من خلال ما كتبه عنه المعهد الأمريكي للفيزياء